# Jan Přikryl (lední hokejista)
Jan Přikryl (* 9. srpna 1950) je bývalý český hokejový útočník. Ligovým hokejistou byl i jeho bratr Stanislav Přikryl.

## Hokejová kariéra
V československé lize hrál za TJ Gottwaldov. Odehrál 1 ligovou sezónu, nastoupil ve 2 ligových utkáních a dal 1 gól.

## Klubové statistiky
| Sezona    | Klub          | Soutěž  | Základní část | Základní část | Základní část | Základní část | Základní část |
| Sezona    | Klub          | Soutěž  | Z             | G             | A             | B             | TM            |
| --------- | ------------- | ------- | ------------- | ------------- | ------------- | ------------- | ------------- |
| 1968/1969 | TJ Gottwaldov | 1. liga | 2             | 1             | 0             | 1             | -             |
| 1972/1973 | TJ Gottwaldov | 2. liga | -             | -             | -             | -             | -             |
| 1973/1974 | TJ Gottwaldov | 2. liga | -             | -             | -             | -             | -             |

## Trenérská kariéra
Po skončení aktivní kariéry působil ve Zlíně jako trenér, v sezóně 1991/1992 byl hlavním trenérem týmu.